# Marianna Sergejewna Bessmertnaja
Marianna Sergejewna Bessmertnaja, geb. Jurkewitsch (russisch Мариа́нна Серге́евна Безсме́ртная (Юркевич), englisch Marianna Bezsmertnaya; * 2. Mai 1915; † 1991) war eine sowjetische und russische Geologin, Mineralogin, Petrografin und Petrologin, Kandidatin der geologischen und mineralogischen Wissenschaften (1957), Entwicklerin neuer Methoden zur Mineraldiagnose, aktive Teilnehmerin und Autorin der Entdeckung einer Reihe neuer Mineralien. 25 Jahre lang war sie leitende Angestellte am Moskauer Institut für Mineralogie, Geochemie und Kristallchemie seltener Elemente und Autor neuer Methoden zur Bestimmung von Mineralien. In den späten 1950er und frühen 1960er Jahren überprüfte und überarbeitete sie die mineralogische Sammlung des Instituts erneut. Das wichtigste Werk von Marianna Bessmertnaja ist eine 1969 erschienene Monographie „Bestimmung von Telluriden unter dem Mikroskop“.
Foto von Marianna Bessmertnaja

Link zum Bild

Im Jahr 1979 wurde zu Ehren von Marianna Bessmertnaja und ihrem Ehemann Wladimir Bessmertny (1912–2002) ein neues in Kamtschatka gefundenes Mineral, Bezsmertnovit, nach seiner Zusammensetzung benannt – ein komplexes Plumbotellurid aus Gold, Kupfer, Eisen und Silber. Die Helligkeit der Farbe übertrifft sogar Gold.:113

## Veröffentlichungen
- Bezsmertnaya M. S., Logikova L. A., Soboleva L. N. Bestimmung von Telluriden unter dem Mikroskop. — Moskau: Nauka, 1969. — 175 S. (auf Russisch)
- Spiridonov E., Bezsmertnaya M., Chwiljowa T., Bezsmertny W. Bilibinskit, Au3Cu2PbTe2, ein neues Mineral Gold-Tellurid-Lagerstätten. Intern. Geol. Rev. 1979. Bd. 21. S. 1411–1415 (auf Englisch)